# Chlenias banksiaria
Chlenias banksiaria är en fjärilsart som beskrevs av Le Guillou 1841. Chlenias banksiaria ingår i släktet Chlenias och familjen mätare. Inga underarter finns listade i Catalogue of Life.

## Bildgalleri

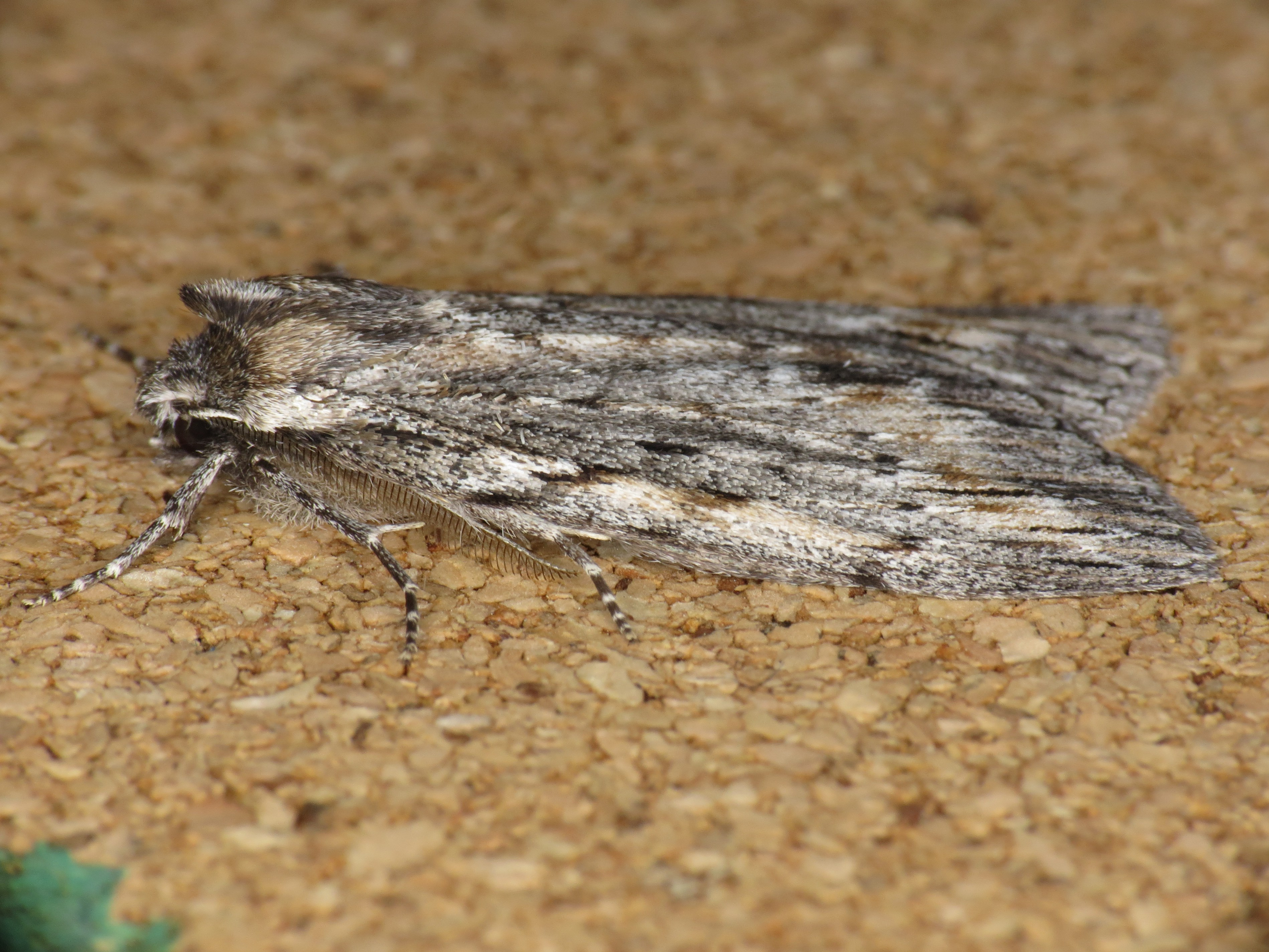
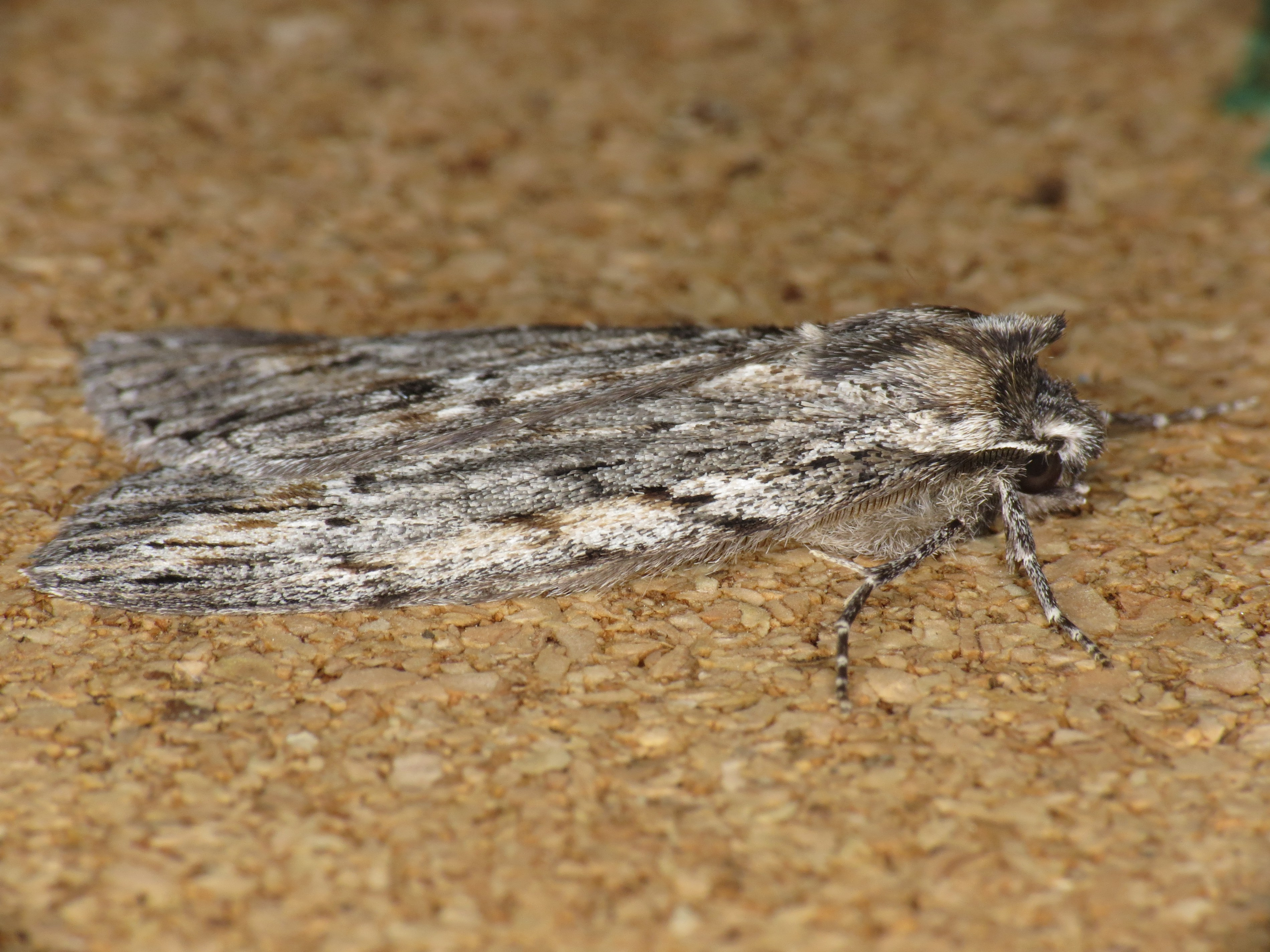
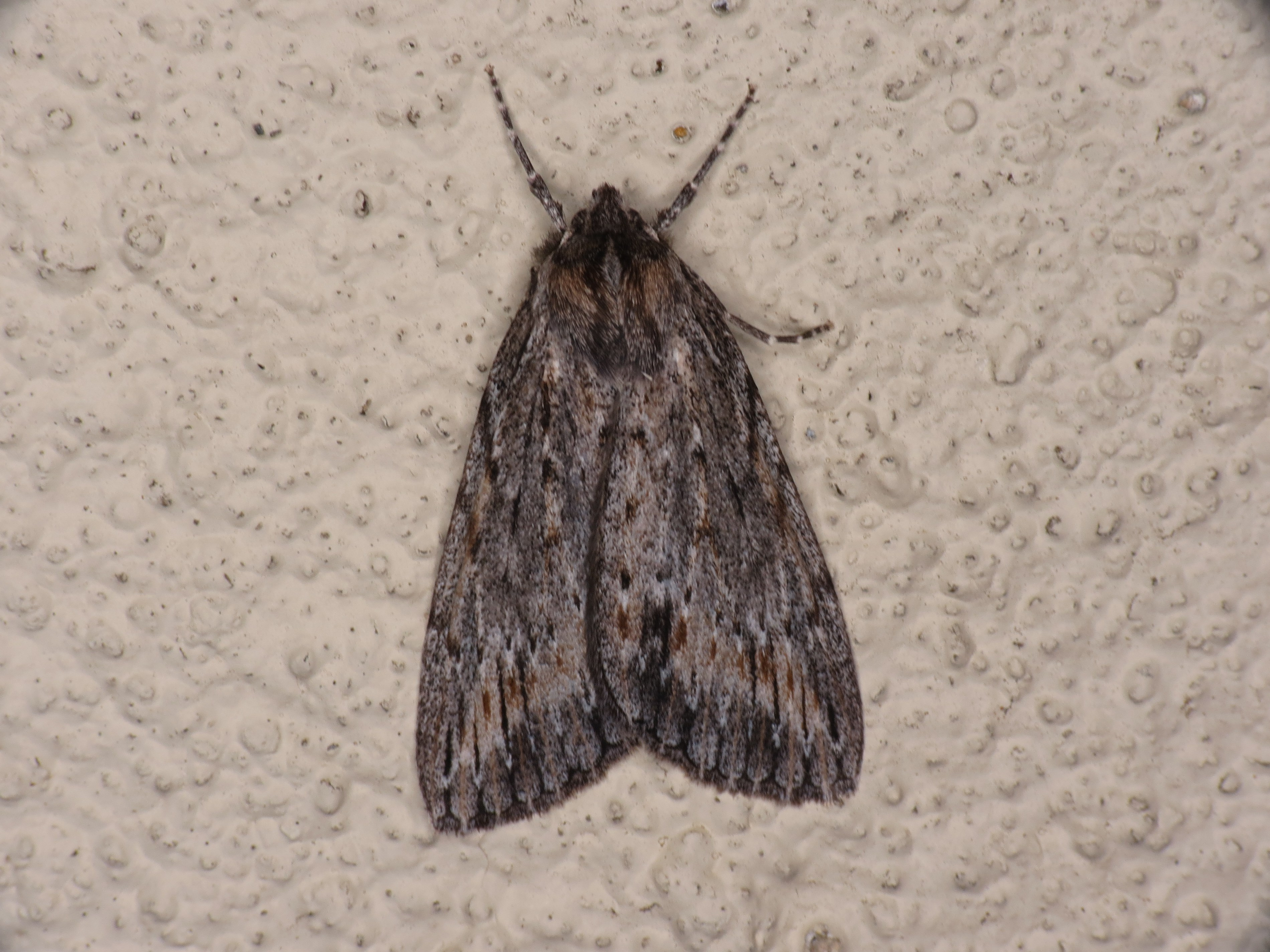
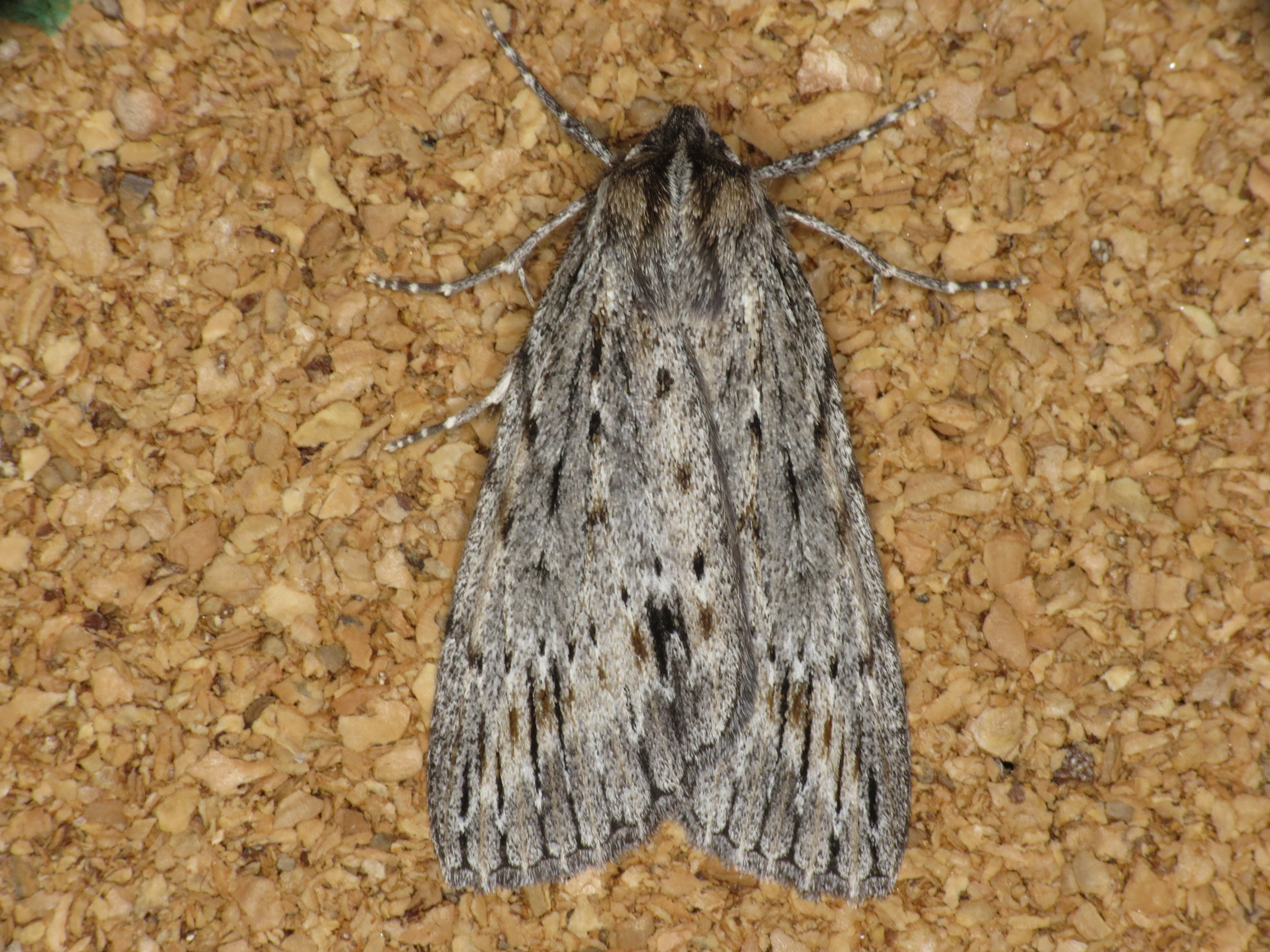